# Halowe Mistrzostwa Europy w Lekkoatletyce 1976 – pchnięcie kulą mężczyzn
Pchnięcie kulą mężczyzn – jedna z konkurencji technicznych rozgrywanych podczas halowych lekkoatletycznych mistrzostw Europy w Olympiahalle w Monachium. Rozegrano od razu finał 22 lutego 1976. Zwyciężył reprezentant Wielkiej Brytanii Geoff Capes. Tytułu zdobytego na poprzednich mistrzostwach nie bronił Wyłczo Stoew z Bułgarii.

## Rezultaty
Rozegrano od razu finał, w którym wzięło udział 10 miotaczy.

Opracowano na podstawie materiału źródłowego.
| Poz. | Zawodnik              | Reprezentacja   | Próby | Próby | Próby | Próby | Próby | Próby | Wynik |
| Poz. | Zawodnik              | Reprezentacja   | 1     | 2     | 3     | 4     | 5     | 6     | Wynik |
| ---- | --------------------- | --------------- | ----- | ----- | ----- | ----- | ----- | ----- | ----- |
| 01 ! | Geoff Capes           | Wielka Brytania | 20,43 | 20,34 | x     | 20,20 | 20,64 | x     | 20,64 |
| 02 ! | Gerd Lochmann         | NRD             | 20,29 | 19,96 | 20,01 | x     | 20,18 | 20,27 | 20,29 |
| 03 ! | Aleksandr Barysznikow | ZSRR            | 20,02 | 19,29 | 19,97 | 19,83 | 19,76 | x     | 20,02 |
| 4.   | Anatolij Jarosz       | ZSRR            | x     | 19,38 | x     | x     | x     | x     | 19,38 |
| 5.   | Michaił Kioszew       | Bułgaria        | 18,17 | 18,36 | 18,97 | 19,22 | x     | x     | 19,22 |
| 6.   | Yves Brouzet          | Francja         | 19,13 | 18,77 | x     | x     | 17,93 | x     | 19,13 |
| 7.   | Miroslav Janoušek     | Czechosłowacja  |       |       |       |       |       |       | 18,99 |
| 8.   | Nikoła Christow       | Bułgaria        |       |       |       |       |       |       | 18,58 |
| 9.   | Hreinn Halldórsson    | Islandia        |       |       |       |       |       |       | 18,41 |
| 10.  | Arnjolt Beer          | Francja         |       |       |       |       |       |       | 18,35 |